# Мамба (месторождение)
Мамба (порт. Mamba) — крупное газовое месторождение Мозамбике, расположенное в Мозамбикском проливе. Открыто в октябре 2011 года скважиной Mamba South-1. Глубина моря в районе месторождения — 1585 м. Месторождения расположено на контрактной территории Area 4.
Нефтеносность связана с отложениями олигоцена. Глубина залегания газа составляет от 1,8 до 4,5 км. Относится к бассейну Ровума. Начальные запасы природного газа могут составить 850 млрд м³.
Оператором месторождения является нефтяная компания Eni. По договору с мозамбикскими властями Eni владеет 70 % области Area 4, по 10 % принадлежит португальской Galp Energia, южнокорейской Korea Gas Corp и мозамбикской Empresa Nacional de Hidrocarbonetos de Mocambique.